# Low (песня Келли Кларксон)
«Low» — третий (второй в Австралии и Великобритании) сингл американской певицы Келли Кларксон с её дебютного альбома Thankful 2003 года. Песня стала первым синглом Кларксон в стиле поп-рок, который в дальнейшем станет её основным жанровым направлением; в песне также присутствуют элементы стиля R&B.

## Список композиций
CD макси сингл«Low»/«The Trouble with Love Is»
| №  | Название                   | Длительность |
| -- | -------------------------- | ------------ |
| 1. | «Low»                      | 3:29         |
| 2. | «The Trouble with Love Is» | 3:42         |
| 3. | «Respect»                  | 2:15         |
| 4. | «Low (видео)»              |              |

 Промо CD
| №  | Название | Длительность |
| -- | -------- | ------------ |
| 1. | «Low»    | 3:29         |

 CD макси сингл
| №  | Название           | -                          | Длительность |
| -- | ------------------ | -------------------------- | ------------ |
| 1. | «Low»              |                            | 3:29         |
| 2. | «Miss Independent» | Shanghai Surprise Club Mix | 7:53         |
| 3. | «Miss Independent» | MaUVe Mix                  | 7:55         |
| 4. | «Miss Independent» | Junior Vasquez Tribal      | 9:21         |

## Хронология релизов
| Страна    | Дата             | Лейбл         | Формат | Каталог     |
| --------- | ---------------- | ------------- | ------ | ----------- |
| США       | 25 августа, 2003 | RCA Records   |        |             |
| Австралия | 27 октября, 2003 | BMG Australia | CD     | 82876573322 |

## Позиции в чартах
| Чарт (2003)                         | Лучший результат |
| ----------------------------------- | ---------------- |
| Австралия (ARIA)                    | 11               |
| Канада (Billboard Canadian Hot 100) | 2                |
| США (Billboard Hot 100)             | 58               |
| США (Billboard Mainstream Top 40)   | 14               |